# Tumulus van Brustem

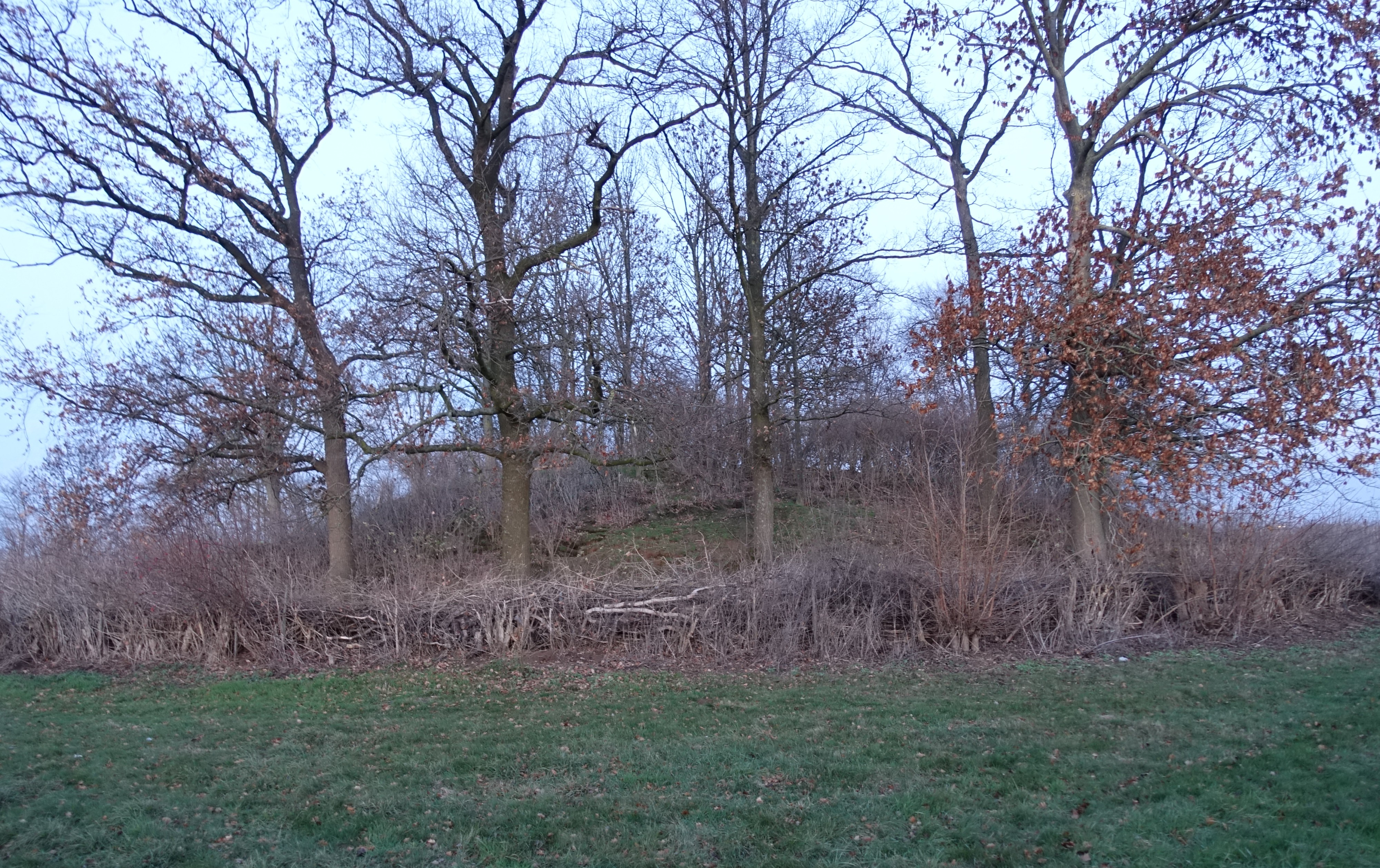
Tumulus Brustem

De Tumulus van Brustem of De Tom is een Gallo-Romeinse grafheuvel bij Brustem in de Belgische provincie Limburg in de gemeente Sint-Truiden.
De grafheuvel, het brandgraf van een herenboer, die vermoedelijk leefde in de 2de eeuw na Christus, ligt ten zuidoosten van het dorp aan de Tomstraat. Ze ligt vlak bij de Romeinseweg Brustem die op minder dan 50 meter ten zuiden van de tumulus ligt. Doordat de lössgrond vruchtbaar genoeg was om landbouw te bedrijven, werden hier al vroeg in de Romeinse tijd vrij grootschalige landbouwbedrijven opgericht en bevond zich in de omgeving van de boerderij meestal een grote gallo-romeinse grafheuvel waar de landeigenaar te ruste werd gelegd. De heuvel ligt in het gebied dat in de volksmond het Tomveld genoemd wordt. Het is een beschermd monument.